# Herb gminy Kowiesy
Herb gminy Kowiesy – symbol gminy Kowiesy, ustanowiony po 2003.

## Wygląd i symbolika
Herb przedstawia na tarczy w polu zielonym jasnozielony pas z lewa w skos, a w centralnej części czerwone jabłko otoczone dwoma kłosami zboża (symbol rolnictwa gminy).